# روجر فورتين
روجر فورتين (مواليد 27 أكتوبر 1951) هو ملاكم كندي، مثّل بلاده في الألعاب الأولمبية الصيفية 1976.

## روابط خارجية
روجر فورتين على موقع أوليمبيديا (الإنجليزية)
- روجر فورتين على موقع اللجنة الأولمبية الكندية (الإنجليزية)
- روجر فورتين على موقع اتحاد ألعاب الكومنولث (مؤرشف) (الإنجليزية)